# 1776 (film)
Pour plus de détails, voir Fiche technique et Distribution.
1776 est un film musical américain réalisé par Peter H. Hunt, sorti en 1972.

## Synopsis
Les représentants des divers états se mettent d'accord pour s'opposer ensemble à la couronne britannique : le tout en chanson et en musique.

## Fiche technique
- Titre : 1776
- Réalisation : Peter H. Hunt
- Scénario : Peter Stone
- Photographie : Harry Stradling Jr.
- Musique : Sherman Edwards
- Montage : Florence Williamson et William H. Ziegler
- Pays d'origine : États-Unis
- Format : Couleurs - 2,35:1 - Mono
- Genre : historique
- Durée : 141 minutes au cinéma ; 168 minutes en DVD
- Date de sortie : 1972

## Distribution
- William Daniels : John Adams
- Howard Da Silva : Benjamin Franklin
- Ken Howard : Thomas Jefferson
- Donald Madden : John Dickinson
- John Cullum : Edward Rutledge
- Roy Poole : Stephen Hopkins
- David Ford : John Hancock
- Blythe Danner : Martha Jefferson
- Virginia Vestoff : Abigail Adams
- Howard Caine : Lewis Morris
- Daniel Keyes : Josiah Bartlett
- Jonathan Moore : Lyman Hall
- Ray Middleton : Thomas McKean
- Nicolas Coster (non crédité) : délégué de la Caroline du Sud